# 花坂椎南
花坂 椎南（はなさか しいな、2000年8月24日 - ）は、日本の女優、元アイドル。
宮城県出身。2014年から2020年までフラーム所属。

## 経歴
4歳のときに仙台市でスカウトされ、芸能事務所「有限会社 ステップワン」に所属し芸能活動を開始。
2008年、エイベックスが主催するコンテスト「キラチャレ 2008」のモデル部門で、特別賞を受賞。
2009年、エイベックスが主催するコンテスト「キラチャレ 2009」で、9歳ながら応募総数13,128人の中からモデル部門のグランプリを受賞。
2010年から子供向けの情報番組『We Can☆』に参加し、2011年の番組リニューアルを経て、2013年の最終回まで出演する。
2011年1月19日より、仙台産エンタメガールズユニット「 B♭（ビィフラット）」に加入した。
2011年11歳の時に Googleプレイス「でかけよう仙台キャンペーン」に出演。
2013年に雑誌Seventeenのモデルオーディション、「ミスセブンティーン2013」に応募し、6,478人の中から最終候補の22名に選出される。
その後、「あまちゃん」でブレークした有村架純の演技に魅了され、女優を志した。
2014年、それまで所属していた芸能事務所・ステップワンから、有村が所属するフラームに移籍。同年12月、短編映画「class work」にて主演し、女優デビューを果たす。
2020年10月1日、ヒラタオフィスへの移籍がホームページ、Instagramにて発表される。

## 出演

### テレビドラマ
- 夢を与える 第4話（2015年6月6日、WOWOW） - しいな 役
- 永遠のぼくら sea side blue（2015年6月24日、日本テレビ） - 松岡はるか 役
- 多元ドキュメント・戦後ゼロ年（2015年8月15日、NHK BSプレミアム）
- コールドケース 〜真実の扉〜 第7話（2016年12月3日、WOWOW） - いわいえいこ（中学生） 役
- 先に生まれただけの僕 第1話 - 第6話・最終話（2017年10月14日 - 11月18日・12月16日、日本テレビ） - 岩崎若菜 役[11]
- ぼくは麻理のなか（2017年10月17日 - 12月5日、フジテレビ） - ももか 役
- 部活、好きじゃなきゃダメですか? 第7話（2018年12月4日、日本テレビ）- 山下 役
- 絶対正義 第1話（2019年2月2日、東海テレビ・フジテレビ）
- 女子高生の無駄づかい（2020年1月24日 - 3月6日、テレビ朝日） - 塩谷椎南（ロシア）役[12]
- 年下彼氏 第13話「シュートを決めたなら」（2020年5月23日、朝日放送テレビ） - ヒロイン・田辺唯 役[13]
- 消えた初恋（2021年10月9日 - 12月18日、テレビ朝日） - 朝倉ひかり 役[14]
- 恋の病と野郎組 Season2 第5話（2022年2月21日、日本テレビ） - トッコ 役
- 個人差あります 第4話（2022年8月27日、東海テレビ・フジテレビ） - 彩乃 役

### テレビ番組
- We Can☆（2010年 - 2011年、BSフジ）
- We Can☆47（2011年4月25日 - 2013年3月31日、BSフジ）
- ありえへん∞世界（2015年12月29日、テレビ東京）[注 1]
- 痛快TV スカッとジャパン 胸キュンスカッと クッキーは初恋の味（2016年5月9日、フジテレビ） - 坂本由美 役

### 映画
- 3泊4日、5時の鐘（2015年9月19日） - 水木帆奈 役[15]
- アンナとアンリの影送り（2019年3月16日） - 主演・安里 役[注 2]
- 短編映画「UNIFORM」（2018年7月14日） - ヒロイン・里美 役
- 君が世界のはじまり（2020年7月31日） - 芦屋 役
- 少女は卒業しない（2023年2月23日） - 木村沙知 役

### 配信ドラマ
- LOTTE SWEET FILMS「class work」（2014年12月15日 - 、LotteChocomotionTV） - 主演・陽菜 役[17][18]
- 東京女子図鑑（2016年12月16日 - 、Amazonプライム・ビデオ）
- ぼくは麻理のなか（2017年3月31日、FOD） - ももか 役
- Smash.『死幽学旅行』最終話（2021年7月12日、Smash.） - 野島遥 役
- モダンラブ・東京 第3話（2022年10月21日、Amazon Prime Video） - カナ 役
- Netflixオリジナルシリーズ「恋愛バトルロワイヤル」第3話ゲスト主演（2024年8月29日、Netflix） - 戸田未来役

### CM
- 焼肉屋ひがしやま（2006年 - 2007年・2010年 - 2011年）
- 小学館 小コレ!（2016年 - 2017年）
- ポカリスエット
- リフォームステーション
  - 「重要な柱」篇（2017年10月17日 - ）[19]
  - 「地下室」篇（2018年5月26日 - ）[20]
- LINE 「LINE絵文字、はじまる。」（2018年4月18日 - ）
- トプレック (2021年 - )
- キレートレモン (2022年 - )

### PV
- おつかれーず 「ひまわり」
- whiteeeen² 「ハニートースト」（2018年6月6日） - マホ 役[21]

### イベント
- a-nation
- Beポンキッキふしぎな7つのトランク（2010年5月1日 - 5日、めぐろパーシモンホール）